# Дрошак
«Дрошак» (арм. Դրօշակ — «Знамя») — центральный печатный орган Армянской революционной федерации (Дашнакцутюн). Издавалась в Тифлисе (в 1890 г.), Балканах (в 1890-е годах), Женеве (в 1892—1914 годах), Париже (в 1925—33 годах), Бейруте (в 1969—85 годах), Афинах (в 1986—96 годах), а в настоящее время издается в Ереване (с 1999 г.). Впервые газета была опубликована в 1890 году Христофором Микаеляном как ежемесячный, затем выходящий раз в два месяца, раз в две недели, еженедельно. Она касалась прежде всего идеологических вопросов партии и армянского национально-освободительного движения.
Редакторы:
- Христофор Микаелян
- Ростом (Степан Зорян)
- Хонан Давтян
- Симон Врацян
- Микаэл Варандян
- Бабген Папазян
- Саркис Зейтлян
- Назарет Берберян
- Карен Ханларян (с 2007 г.)

и другие.

## Ссылка
- Страница «Дрошак»
- Архив Национальной библиотеки Армении «Дрошак»

1. ↑  http://tert.nla.am/archive/NLA%20AMSAGIR/droshak/1891%281%29.pdf